# Sphaeranthera
Sphaeranthera, monotipski rod crvenih algi iz potporodice Melobesioideae, dio porodice Hapalidiaceae. Jedimna vrsta je S. decussata koja se pod sinonimnim imenom Lithothamnion decussatum navodi kao morska vrsta. Foslie 1895

## Sinonimi
- Lithothamnion decussatum Foslie 1895